# Sebastapistes galactacma
Sebastapistes galactacma är en fiskart som beskrevs av Jenkins, 1903. Sebastapistes galactacma ingår i släktet Sebastapistes och familjen Scorpaenidae. Inga underarter finns listade i Catalogue of Life.